# Spéculation boursière
La spéculation boursière est l'un des types de spéculation financière, dont la particularité est de passer par une Bourse.
Ce terme désigne ainsi la tentative, pour un individu ou une organisation, d'obtenir une plus-value, tout en prenant des risques de perte, par une succession d'achats et de ventes d'actions, ou d'autres titres et contrats, cotés sur un marché organisé (Bourse). 